# Vízilabda a 2000. évi nyári olimpiai játékokon
A 2000. évi nyári olimpiai játékokon a vízilabdatorna az újkori olimpiák történetében huszonharmadszor került a hivatalos programba. A női tornát szeptember 16. és 23. között, a férfiakét szeptember 23. és október 1. között tartották. A helyszín a Sydney-i Ryde Aquatic Centre volt.
A férfiaknál a magyar válogatott 1976 után ismét olimpiai bajnok lett. A nőknél először rendeztek olimpián vízilabdatornát, és az aranyérmet a ausztrál csapat nyerte. A magyar női válogatott nem jutott ki.

## Éremtáblázat
(A rendező ország és Magyarország csapata eltérő háttérszínnel, az egyes számoszlopok legmagasabb értéke vagy értékei vastagítással kiemelve.)
| A 2000. évi nyári olimpiai játékok éremtáblázata vízilabdában | A 2000. évi nyári olimpiai játékok éremtáblázata vízilabdában | A 2000. évi nyári olimpiai játékok éremtáblázata vízilabdában | A 2000. évi nyári olimpiai játékok éremtáblázata vízilabdában | A 2000. évi nyári olimpiai játékok éremtáblázata vízilabdában | Olimpia  |
| ------------------------------------------------------------- | ------------------------------------------------------------- | ------------------------------------------------------------- | ------------------------------------------------------------- | ------------------------------------------------------------- | -------- |
|                                                               | Ország                                                        | Arany                                                         | Ezüst                                                         | Bronz                                                         | Összesen |
| 1.                                                            | Magyarország (HUN)                                            | 1                                                             | 0                                                             | 0                                                             | 1        |
|                                                               | Ausztrália (AUS)                                              | 1                                                             | 0                                                             | 0                                                             | 1        |
| 3.                                                            | Oroszország (RUS)                                             | 0                                                             | 1                                                             | 1                                                             | 2        |
| 4.                                                            | Egyesült Államok (USA)                                        | 0                                                             | 1                                                             | 0                                                             | 1        |
| 5.                                                            | Jugoszlávia (YUG)                                             | 0                                                             | 0                                                             | 1                                                             | 1        |
|                                                               |                                                               |                                                               |                                                               |                                                               |          |
| Összesen                                                      | Összesen                                                      | 2                                                             | 2                                                             | 2                                                             | 6        |

## Érmesek

### Férfi torna
| A 2000. évi nyári olimpiai játékok érmesei férfi vízilabdában | A 2000. évi nyári olimpiai játékok érmesei férfi vízilabdában | A 2000. évi nyári olimpiai játékok érmesei férfi vízilabdában | A 2000. évi nyári olimpiai játékok érmesei férfi vízilabdában |
| --- | --- | --- | ------------------------------------------------------------- |
| Arany | Ezüst | Bronz |                                                               |
| Magyarország (HUN) | Oroszország (RUS) | Jugoszlávia (YUG) |                                                               |
| Vári Attila Szécsi Zoltán Székely Bulcsú Varga Zsolt Märcz Tamás Molnár Tamás Steinmetz Barnabás Kásás Tamás Kiss Gergely Kósz Zoltán Benedek Tibor Biros Péter Fodor Rajmund | Irek Zinnurov Dmitrij Sztratan Revaz Csomahidze Marat Zakirov Nyikolaj Kozlov Nyikolaj Makszimov Andrej Rekecsinszkij Szergej Garbuzov Dmitrij Gorskov Jurij Jacev Roman Balasov Dmitrij Dugin Alekszandr Jerisov | Predrag Zimonjić Jugoslav Vasović Vladimir Vujasinović Nenad Vukanić Aleksandar Šoštar Petar Trbojević Veljko Uskoković Nikola Kuljača Aleksandar Šapić Dejan Savić Aleksandar Ćirić Danilo Ikodinović Viktor Jelenić |                                                               |

### Női torna
| A 2000. évi nyári olimpiai játékok érmesei női vízilabdában | A 2000. évi nyári olimpiai játékok érmesei női vízilabdában | A 2000. évi nyári olimpiai játékok érmesei női vízilabdában | A 2000. évi nyári olimpiai játékok érmesei női vízilabdában |
| --- | --- | --- | ----------------------------------------------------------- |
| Arany | Ezüst | Bronz |                                                             |
| Ausztrália (AUS) | Egyesült Államok (USA) | Oroszország (RUS) |                                                             |
| Taryn Woods Debbie Watson Liz Weekes Danielle Woodhouse Bronwyn Mayer Gail Miller Melissa Mills Simone Hankin Yvette Higgins Kate Hooper Naomi Castle Joanne Fox Bridgette Gusterson | Brenda Villa Kathy Sheehy Coralie Simmons Julie Swail Courtney Johnson Maureen O’Toole Nicolle Payne Heather Petri Ericka Lorenz Heather Moody Bernice Orwig Robin Beauregard Ellen Estes | Jekatyerina Vasziljeva Jelena Szmurova Jelena Tokun Irina Tolkunova Julija Petrova Tatyjana Petrova Galina Ritova Marija Koroljova Natalja Kutuzova Szvetlana Kuzina Marina Akobija Jekatyerina Anyikejeva Szofja Konuh |                                                             |